# جاك آدم
جاك آدم (بالفرنسية: Jacques Adam)‏ هو باحث في تاريخ العصور الكلاسيكية ومترجم فرنسي، ولد في 1663 في فوندوم في فرنسا، وتوفي في 12 نوفمبر 1735 في باريس في فرنسا.